# امبانکالی
امبانکالی (به انگلیسی: Ambankalai) یک منطقهٔ مسکونی در هند است که در تامیل نادو واقع شده‌است.